# サムエル・ギャザリアン
サムエル・ギャザリアン（アルメニア語: Սամվել Գյոզալյան、Samuel Gezalian、1970年9月12日 - ）は、アルメニア・エレバン出身のアイスダンス選手で　ソビエト、ベラルーシ、ドイツ、アルメニア代表として競技会に出場した。

## 来歴
1991-92シーズンから、1994-95シーズンまではタチアナ・ナフカと組み、ソビエト代表として各種大会に出場。ソビエト連邦崩壊後は、ベラルーシ代表としてリレハンメルオリンピックに出場し、11位という成績を残す。
その後、ナフカとはパートナーシップを解消し、ギャザリアンはジェニファー・グールズビー（Jennifer Goolsbee）と組み、ドイツ代表となる。彼らは1997年ドイツ選手権で優勝するがグルーズビーの市民権問題が解消できずにパートナーシップをすぐに解消。その後、ギャザリアンはクセニア・スメタネンコ（Ksenia Smetanenko）と組み、アルメニア代表として1998年長野オリンピックに出場し、24位となる。そのシーズンを以て引退。\

### コーチ
その後、ギャザリアンは渡米し、コーチライセンスを取得しアレクサンドル・ズーリンの元で指導者として活動する。2000-2001シーズンの全米選手権で3位になったアイスダンスペアジェシカ・ジョセフ & ブランドン・フォーサイスなどを指導した

## 戦績
(パートナーはスメタネンコ、アルメニア代表)
| 大会                         | 1997–1998 |
| ---------------------------- | --------- |
| オリンピック                 | 24        |
| 世界選手権                   | 27        |
| 欧州選手権                   | 20        |
| ゴールデンスピン             | 1         |
| カールシェーファーメモリアル | 6         |

(パートナーはタチアナ・ナフカ　ベラルーシまたはソビエト代表として)
| 大会             | 1991–92 | 1992–93 | 1993–94 | 1994–95 |
| ---------------- | ------- | ------- | ------- | ------- |
| オリンピック     |         |         | 11      |         |
| 世界選手権       |         | 9       | 5       | 7       |
| 欧州選手権       |         | 9       | 10      | 4       |
| ベラルーシ選手権 |         |         | 1       |         |
| スケートアメリカ | 1       |         |         |         |
| スケートカナダ   |         |         | 2       |         |
| ボフロスト杯     | 1       |         |         |         |
| NHK杯            |         | 7       | 4       | 2       |